# Afrocneros excellens
Afrocneros excellens är en tvåvingeart som först beskrevs av Friedrich Hermann Loew 1861.  Afrocneros excellens ingår i släktet Afrocneros och familjen borrflugor. Inga underarter finns listade i Catalogue of Life.